# يوجين دنيس
يوجين دنيس (بالإنجليزية: Eugene Dennis)‏ هو نقابي وسياسي أمريكي، ولد في 10 أغسطس 1905 في الولايات المتحدة، وتوفي في 31 يناير 1961 في نفس البلد. حزبياً، نشط في الحزب الشيوعي الأمريكي.